# Georges Leclanché
Georges Leclanché (Parmain, 1839 – Parigi, 4 settembre 1882) è stato un ingegnere francese.

## Biografia
È ricordato per avere inventato nel 1866 la pila Leclanché, che fu utilizzata come prototipo per la costruzione della prima pila a secco propriamente detta (brevettata venti anni dopo da Carl Gassner).
Nacque a Parmain in Francia nel 1839, figlio di Léopold Leclanché e Eugenie di Villeneuve. Studiò in Inghilterra e completò la sua formazione in Francia laureandosi nel 1860 in ingegneria presso la École Centrale Paris, dopodiché iniziò a lavorare come ingegnere. Dopo avere inventato la pila che porta il suo nome, fondò in seguito una fabbrica per la produzione di tale pila e di altri dispositivi elettrici.